# القصف الأمريكي على السفارة الصينية في بلغراد
في السابع من شهر مايو عام 1999، خلال قصف الناتو ليوغسلافيا (عملية القوى الحليفة)، أصابت خمس قذائف موجَّهة من ذخائر الهجوم المباشر المشترك سفارة جمهورية الصين الشعبية في منطقة بلغراد في بلغراد الجديدة، مما أسفر عن مقتل ثلاثة صحفيين صينيين، الأمر الذي أثار غضب الشعب الصيني. وفقًا لحكومة الولايات المتحدة، كان القصد قصف المديرية الفيدرالية اليوغسلافية للمؤن والمشتريات. اعتذر الرئيس بيل كلينتون في وقت لاحق عن القصف، قائلًا إنه كان عن طريق الخطأ. أدلى مدير وكالة الاستخبارات المركزية (سي آي إيه) جورج تينيت بشهادته أمام لجنة في الكونغرس بأن القصف كان الوحيد في الحملة التي نظمتها ووجهتها وكالته، وأن وكالة الاستخبارات المركزية حددت الإحداثيات الخاطئة لهدف عسكري يوغسلافي في الشارع نفسه. أصدرت الحكومة الصينية بيانًا في يوم التفجير قالت فيه أن ذلك كان «عملًا بربريًا».

## تسلسل الأحداث
في اليوم الذي سبق القصف، جرى تداول ملف هجوم بعنوان «مستودع بلغراد 1» للحصول على موافقة القيادة. انبثق الملف من داخل وكالة الاستخبارات المركزية ووصف الهدف بأنه مستودع لوكالة حكومية يوغسلافية يشتبه بقيامها بأنشطة انتشار أسلحة. وفقًا لهذه الصياغة، وافق الرئيس كلينتون على الضربة.
من غير الواضح إذا ما كان قادة الناتو الآخرون قد وافقوا على الضربة. ذكر تقرير لوزارة الدفاع الفرنسية بعد الحرب أن «جزءًا من العمليات العسكرية أجريت من قبل الولايات المتحدة خارج إطار العمل الصارم للناتو» إضافةً إلى وجود هيكل قيادة مزدوج المسار.
بحسب رواية السي آي إيه، جرى التحقق من الهدف من خلال قواعد بيانات «عدم توجيه ضربة» إلا أن ذلك لم يطلق الإنذارات المتعلقة بقائمة بالمواقع المحمية مثل المدارس والمستشفيات ودور العبادة. أفاد تقرير أوبزرفر\بوليتيكن المشترك في وقت لاحق أن صحافييه كانوا قد أجروا مقابلاتٍ مع العديد من ضباط الناتو وضباط الولايات المتحدة الذين تفحصوا قواعد البيانات صباح اليوم التالي للهجوم ووجدوا السفارة مُدرجة في موقعها الصحيح.
في ليلة 7-8 مايو نفّذت الضربة قاذفات قنابل من جناح القنابل رقم 509 التابع لسلاح الجو أمريكي وهي تطير مباشرةً من وايتمان إيه إف بي، ميسوري. كانت القاذفات مزودةً بقنابل جاي دي إيه إم جي بي إس الموجهة والدقيقة إلا أن الإحداثيات الجغرافية التي قدمتها السي آي إيه والمبرمَجة في القنابل كانت تلك العائدة إلى السفارة الصينية على بعد 440 متر (480 ياردة). عند نحو منتصف الليل حسب التوقيت المحلي، سقطت 5 قنابل في الموقع المحدد، مما أدى إلى ضرب الطرف الجنوبي من السفارة في وقت واحد تقريبًا. اتخذت السفارة إجراءاتٍ احترازية في ظل حملة القصف المستمرة، وأرسلت الموظفين إلى منازلهم وآوت آخرين في قبو، ومع ذلك أسفر الهجوم عن 3 قتلى، شاو يونهوان الذي كان يعمل لدى وكالة أنباء شينخوا وكسو كسينغهو وزوجته زهو يينغ التي كانت تعمل لصحيفة ديلي غوانغمينغ، و27 إصابة.

## رد الفعل الصيني
أدت الغارة إلى تصاعد التوتر بين الصين والولايات المتحدة بشكل دراماتيكي. استنكر تصريح رسمي على التلفاز الصيني ما أسماه «الهجوم الهمجي والاعتداء الجسيم على سيادة الصين». وصف سفير الصين في الأمم المتحدة ما أسماه «ممارسات الناتو الهمجية» بالـ «الاعتداء الجسيم على اتفاقية الأمم المتحدة والقانون الدولي والمعايير التي تنظّم العلاقات الدولية» و«خرق لمعاهدة جنيف». اتصل الرئيس الأمريكي كلينتون هاتفيًا بنظيره الصيني جيانغ زيمين.
اندلعت مظاهرات كبيرة في مكاتب قنصليات الولايات المتحدة ودول الناتو الأخرى في الصين استجابة لأنباء القصف. في التاسع من شهر مايو عام 1999، أدلى نائب الرئيس حينها هو جينتاو بخطاب تلفزيوني وطني أدان فيه «السلوك الإجرامي» و«البربري» لحلف الناتو، والذي «أشعل غضب الشعب الصيني». قال جينتاو إن المظاهرات غير المرخصة في بكين وشنغهاي وغوانجو وتشنغدو وشنيانغ تعكس غضب الشعب الصيني وحسه الوطني، وهو ما تدعمه الحكومة الصينية بشكل مطلق، لكنه حث على عدم اتخاذ إجراءات متطرفة أو غير قانونية.
استمرت المظاهرات لبضع أيام، وخلال تلك المظاهرات، أجبر عشرات آلاف المتظاهرين المسلحين بالحجارة السفيرَ الأمريكي جيمس ساسر وموظفي السفارة على البقاء محتجزين في السفارة الأمريكية في بكين. تضرر مقر القنصلية الأمريكية في تشنغدو جراء إضرام المتظاهرين النار فيه ومحاولتهم إحراق القنصلية في غوانجو. لكن عملية الشغب تلك لم تسفر عن أضرار في الأرواح.
لم تُنشر اعتذارات الرئيس الأمريكي ووزارة الخارجية الأمريكية في البداية على وسائل الإعلام الصينية الحكومية. استمرت المظاهرات 4 أيام قبل دعوة الحكومة الصينية إلى إيقافها، ونقلت أخيرًا اعتذار الرئيس كلينتون على التلفاز وطلبت من الشرطة كبح المتظاهرين. تحدث قادة الدولتين أخيرًا في الرابع عشر من شهر مايو.

### التسوية
بحلول نهاية العام 1999، بدأت العلاقات بين البلدين بالتحسن تدريجيًا. في شهر أغسطس، قدمت الحكومة الأمريكية «دفعة إنسانية طوعية» مقدارها 4.5 مليون دولار أمريكي لعائلات الجرحى والصينيين الثلاثة الذين قُتلوا في أثناء القصف. في السادس عشر من شهر ديسمبر عام 1999، توصلت الحكومتان إلى تسوية وافقت إثرها الولايات المتحدة على دفع 28 مليون دولار أمريكي تعويضًا عن الخسائر التي سببتها لمبنى السفارة الصينية، ووافقت الصين على دفع 2.87 مليون دولار تعويضًا عن الضرر الذي لحق بالسفارة الأمريكية والبعثات الدبلوماسية الأخرى في الصين.

## التحقيق والتقرير الرسميان عقب الحادثة
في الثامن من شهر مايو، أعلن جورج تينت ووزير الدفاع الأمريكي وليام كوهين في مؤتمر صحفي مشترك أن اللائمة لا تقع على طاقم الطائرة المنخرطة في العملية ولا المعدات المستخدمة. جاءت أولى المحاولات لتفسير عملية القصف في العاشر من شهر مايو. أخبر وليام كوهين المراسلين الصحفيين «بمفردات بسيطة، هاجمت إحدى طائراتنا الهدف الخطأ لأن تعليمات القصف ارتكزت على خريطة قديمة». لم يذكر كوهين وكالة الاستخبارات المركزية في تصريحه. لكن كُشف لاحقًا أن الـ سي آي إيه امتلكت خرائط تظهر موقع السفارة.
بدأ المسؤولون الأمريكيون، في أثناء الإدلاء بتصاريح رسمية، يحرفون الأسئلة المتعلقة بنتائج التحقيقات الإضافية، لكنهم أعلموا الصحفيين بما جرى في تصاريح غير رسمية. ففي العاشر من شهر مايو أيضًا، نشر إريك شميت شهادة تحوي معظم العناصر التي ظهرت في الاعترافات اللاحقة لمدير الاستخبارات المركزية، جورج تينت. أعلم المسؤولون شميت أن «السفارة الصينية ومركز وكالة الأسلحة اليوغوسلافية... يشبهان بعضهما جدًا: فهما يملكان نفس الحجم والشكل والارتفاع»، وأن البنائين يبعدان عن بعضهما مسافة 180 مترًا، وتلك المسافة أقل من نصف المسافة المُقاسة.
ركزت وسائل الإعلام انتقاداتها على الوكالة الوطنية للاستخبارات الجغرافية المكانية، فأعلنت الأخيرة عن مؤتمر صحفي لترد على الهجمات الموجهة لها، وأوضحت أن «التقارير الإخبارية الأخيرة بخصوص دقة خرائط الوكالة الوطنية للاستخبارات الجغرافية المكانية غير دقيقة أو غير كاملة» وأن «النسخة المطبوعة من الخريطة لم تستخدم، ولم ننوِ استخدامها، بصفتها المصدر الوحيد للتعرف على الهدف والحصول على الموافقة». اعترف مدير الاستخبارات المركزية جورج تينت لاحقًا أن الخريطة التي استُخدمت لا تصلح أبدًا لاستخدامها في اختيار أهدافٍ للقصف الجوي.

## صور

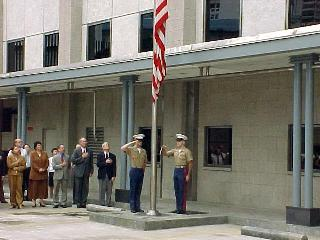
إنزال العلم الأمريكي في هونغ كونغ.